# Джухари, Дидин
Дидин Мохамед Джухари (фр. Didine Mohamed Djouhary; род. 8 февраля 1999, Ле-Порт) — французский футболист, полузащитник.

## Биография
Воспитанник «Нанта». Начал карьеру в 2018 году в составе итальянского клуба «Фольгоре-Каратезе» из Серии D. Затем вернулся во Францию, где играл за «Стад Пуатьевен» и «Спортинг Лион B» в пятом по силе дивизионе.
Сезон 2020 года провёл в чемпионате Латвии, защищая цвета юрмальского «Спартака».
В сентябре 2020 года подписал контракт с белорусским «Шахтёром» из Солигорска и сразу был отдан в аренду клубу «Городея». Дебют в чемпионате Белоруссии состоялся 17 октября 2020 года в матче против гродненского «Немана» (1:0). Завершил сезон имея в активе 2 гола в 5 играх. В январе 2021 года прибыл на просмотр в «Спутник» из Речицы, где в итоге остался играть на правах аренды. Спустя полгода клуб был расформирован и Джухари покинул Белоруссию.